# OD
OD — будущая компьютерная игра в жанре ужасов, разрабатываемая студией Kojima Productions и издаваемая Xbox Game Studios. Главные роли в игре исполнят София Лиллис, Хантер Шефер и Удо Кир. Джордан Пил станет одним из сценаристов.

## Синопсис
Согласно сообщению компании-разработчика Kojima Productions, концепция игры состоит в «тестировании порога вашего страха».
Хидэо Кодзима заявил, что собирается создать «уникальный, захватывающий и совершенно новый стиль игры — или, скорее, новую форму медиа».

## Разработка
В 2022 году было объявлено о партнёрском соглашении между Kojima Productions и Xbox Game Studios, согласно которому будет разработана новая игра для Xbox, использующая облачные технологии Microsoft.
Официальный анонс игры состоялся 7 декабря 2023 года на церемонии The Game Awards 2023.